# エリック・ヌカンサー
エリック・ヌカンサー・アッピアー（Eric Nkansah Appiah、1974年12月12日 ‐ ）は、ガーナの陸上競技選手。専門は短距離走。100mで10秒00、室内60mで6秒51の自己ベストを持つ。
100mと室内60mがメインのスプリンター。100mでは10秒00を2回記録するものの、あと一歩のところで10秒の壁を破ることができなかった。しかし、10秒00という記録は、レオナード・マイルズ＝ミルズの9秒98、アジズ・ザカリの9秒99に次いでガーナ歴代3位である。

## 経歴
1997年8月、アテネ世界選手権に出場。男子100mは1次予選を10秒16（+0.7）の組1着、2次予選も10秒15（-0.7）の組1着と、連続の10秒1台で準決勝に進出した。準決勝では組4着以内に入れば決勝に進出できたが、結果は10秒18（+0.5）の5着に終わり、4着とは0秒10差で決勝進出を逃した。男子4×100mリレーではガーナチーム（Abu Duah、ヌカンサー、アジズ・ザカリ、エマニュエル・テュフォー）の2走を務めると、予選と準決勝をガーナ記録で突破し（38秒41、38秒12）、4×100mリレーでは男女通じてガーナ勢初となる決勝に進出した。決勝では準決勝よりもタイムを落とし38秒26の5位に終わったが、これは男女通じてガーナ勢の最高成績である（2015年北京大会終了時）。
2003年3月、バーミンガム世界室内選手権の男子60mに出場すると、1997年パリ大会以来となる準決勝に進出した。個人種目初の世界大会決勝がかかった準決勝では6秒63の組3着に終わり、着順で決勝に進出できる組2着とは0秒04差、タイムで拾われた選手とは0秒03差で決勝進出を逃した。

## 自己ベスト
記録欄の（　）内の数字は風速（m/s）で、+は追い風、-は向かい風を意味する。
| 種目 | 記録                 | 年月日                     | 場所                         | 備考          |
| 屋外 | 屋外                 | 屋外                       | 屋外                         | 屋外          |
| ---- | -------------------- | -------------------------- | ---------------------------- | ------------- |
| 100m | 10秒00 (+1.1) (+1.0) | 1999年6月13日 1999年7月5日 | ニュルンベルク ルツェルン    | ガーナ歴代3位 |
| 150m | 15秒29               | 1999年5月9日               | プリーツハウゼン             |               |
| 200m | 20秒43 (-1.5)        | 1997年8月31日              | ヴァルツフート・ティエンゲン |               |
| 室内 |                      |                            |                              |               |
| 50m  | 5秒62                | 1999年2月21日              | リエヴァン                   |               |
| 60m  | 6秒51                | 1999年2月21日              | リエヴァン                   |               |
| 100m | 10秒45               | 2004年2月14日              | タンペレ                     |               |
| 200m | 21秒30               | 1999年1月27日              | フュルト                     |               |

## 主要大会成績
備考欄の記録は当時のもの
| 年   | 大会                  | 場所             | 種目    | 結果    | 記録          | 備考                                                |
| ---- | --------------------- | ---------------- | ------- | ------- | ------------- | --------------------------------------------------- |
| 1994 | 英連邦競技大会 (en)   | ビクトリア       | 100m    | 予選    | 10秒54        |                                                     |
| 1994 | 英連邦競技大会 (en)   | ビクトリア       | 200m    | 2次予選 | 21秒32        |                                                     |
| 1994 | 英連邦競技大会 (en)   | ビクトリア       | 4x100mR | 6位     | 39秒79        |                                                     |
| 1996 | オリンピック          | アトランタ       | 100m    | 準決勝  | 10秒26 (-0.6) |                                                     |
| 1996 | オリンピック          | アトランタ       | 4x100mR | 準決勝  | 38秒62 (2走)  | 決勝進出                                            |
| 1997 | 世界室内選手権        | パリ             | 60m     | 準決勝  | 6秒57         |                                                     |
| 1997 | 世界室内選手権        | パリ             | 200m    | 予選    | DNS           |                                                     |
| 1997 | 世界選手権            | アテネ           | 100m    | 準決勝  | 10秒18 (+0.5) |                                                     |
| 1997 | 世界選手権            | アテネ           | 4x100mR | 5位     | 38秒26 (2走)  | 男女通じてガーナ勢最高成績 準決勝38秒12：ガーナ記録 |
| 1998 | 英連邦競技大会 (en)   | クアラルンプール | 100m    | 6位     | 10秒18 (-0.1) |                                                     |
| 1998 | 英連邦競技大会 (en)   | クアラルンプール | 4x100mR | 決勝    | DQ            |                                                     |
| 1998 | ワールドカップ (en)   | ヨハネスブルグ   | 4x100mR | 3位     | 38秒29 (4走)  | アフリカ代表                                        |
| 1999 | 世界室内選手権        | 前橋             | 60m     | 予選    | 6秒96         |                                                     |
| 1999 | 世界選手権            | セビリア         | 100m    | 2次予選 | 10秒25 (-0.4) |                                                     |
| 1999 | 世界選手権            | セビリア         | 4x100mR | 予選    | DQ (2走)      |                                                     |
| 2001 | 世界室内選手権        | リスボン         | 60m     | 予選    | 6秒97         |                                                     |
| 2002 | 英連邦競技大会 (en)   | マンチェスター   | 100m    | 準決勝  | 10秒29 (+0.8) |                                                     |
| 2003 | 世界室内選手権        | バーミンガム     | 60m     | 準決勝  | 6秒63         |                                                     |
| 2003 | 世界選手権            | パリ             | 100m    | 準決勝  | 10秒39 (+0.5) |                                                     |
| 2003 | 世界選手権            | パリ             | 4x100mR | 準決勝  | 38秒88 (2走)  |                                                     |
| 2003 | アフリカ競技大会 (en) | アブジャ         | 100m    | 4位     | 10秒18 (+0.6) |                                                     |
| 2003 | アフリカ競技大会 (en) | アブジャ         | 4x100mR | 優勝    | 38秒63 (2走)  |                                                     |
| 2004 | 世界室内選手権        | ブダペスト       | 60m     | 準決勝  | 6秒67         |                                                     |
| 2004 | オリンピック          | アテネ           | 100m    | 1次予選 | 10秒54 (-0.2) |                                                     |
| 2006 | 世界室内選手権        | モスクワ         | 60m     | 予選    | 6秒71         |                                                     |
| 2006 | 英連邦競技大会 (en)   | メルボルン       | 100m    | 2次予選 | 11秒10 (-0.5) |                                                     |
| 2006 | 英連邦競技大会 (en)   | メルボルン       | 4x100mR | 決勝    | DNF (3走)     |                                                     |
| 2006 | アフリカ選手権 (en)   | バンブース       | 100m    | 3位     | 10秒65 (-2.9) |                                                     |
| 2006 | アフリカ選手権 (en)   | バンブース       | 4x100mR | 3位     | 40秒12 (4走)  |                                                     |
| 2006 | ワールドカップ (en)   | アテネ           | 4x100mR | 5位     | 38秒87 (4走)  | アフリカ代表                                        |
| 2007 | アフリカ競技大会 (en) | アルジェ         | 100m    | 2位     | 10秒35 (+0.6) |                                                     |
| 2007 | アフリカ競技大会 (en) | アルジェ         | 4x100mR | 4位     | 39秒59 (4走)  |                                                     |
| 2008 | アフリカ選手権 (en)   | アディスアベバ   | 100m    | 準決勝  | 10秒51 (+0.5) |                                                     |
| 2008 | アフリカ選手権 (en)   | アディスアベバ   | 4x100mR | 2位     | 40秒30 (4走)  |                                                     |